# Ante Garmaz
Antonio Jorge Garmaz (Croacia, 7 de enero de 1928 - Buenos Aires, 16 de julio de 2011) fue un modelo, actor, diseñador y conductor croata nacionalizado argentino popularmente conocido como Ante Garmaz, que desarrolló su carrera en Argentina.

## Biografía
Ante nació el 7 de enero de 1928 en Croacia, pero cuando tenía apenas cuatro años emigró con sus padres desde su país a Argentina, más precisamente a la provincia del Chaco, en la localidad de Las Breñas, departamento 9 de Julio, donde en la primera mitad del siglo XX se estableció una considerable cantidad de colonos inmigrantes yugoslavos (si bien eran denominados "yugoslavos" en esos años, se trataba de inmigrantes mayormente de nacionalidad croata y montenegrina).
Sus padres tenían una pensión en la calle Rivadavia de esa ciudad. A sus doce años se mudaron a Rosario dónde Ante finalizó el último año de la escuela primaria en la Escuela Nro. 60 Mariano Moreno de dicha ciudad.  A los pocos años emigró a Buenos Aires dónde comenzó a modelar a partir de 1947. Habiendo sido reconocido por no ocultar su homosexualidad durante las diversas dictaduras militares argentinas, participó en películas como Los hombres sólo piensan en eso junto a Alberto Olmedo y Susana Giménez. 
A mediados de los años 1960 hizo desfilar con un tapado de piel a Amadeo Carrizo, emblema del arco de River Plate y de la selección argentina, lo que generó controversias.
Condujo durante años su propio programa de televisión llamado "El mundo de Ante Garmaz" transmitido por ATC, dedicado a la moda. Fue fanático de Boca Juniors y era famoso por su colección de corbatas. A pesar ser un reconocido hincha xeneize, diseño y le regaló en 1975 la famosa corbata utilizada por Ángel Amadeo Labruna, director técnico de River, quien la usó en el campeonato Metropolitano de ese año, que River ganó y cortó una racha de 18 años sin salir campeón.
Diseñó los trajes de los futbolistas de Boca cuando el conjunto viajó en 2003 a disputar la final de la copa Europeo-Sudamericana, conocida como Copa Intercontinental, ante AC Milan en Japón, partido que finalizó con la consagración del club argentino.
Falleció a los 83 años, en el Hospital Fernández del barrio porteño de Palermo a causa de una neumonía.

## Filmografía

### Cine
- Cosquín, amor y folklore (1965).
- Triángulo de cuatro (1975) en inglés: Triangle of Four.
- Los hombres sólo piensan en eso (1976).
- El soltero (1977).

### Televisión
- La Argentina de Tato (1999) General Kristopher Garmaz.